# ماینتی‌ناندری
ماینتی‌ناندری (به لاتین: Maintinandry) یک شهر در ماداگاسکار است که در واتومندری (بخش) واقع شده‌است.
 ماینتی‌ناندری  ۷٬۱۱۷ نفر جمعیت دارد.